# L'última aposta
L'última aposta (títol original: The Runner) és una pel·lícula policíaca protagonitzada per Ron Eldard i Courteney Cox. Va ser dirigida per Ron Moler. Ha estat doblada al català. La banda sonora conté cançons interpretades per Nick Cave and the Bad Seeds i Douglas September.

## Argument
En la pel·lícula, un jove (Ron Eldard) amb una addicció al joc ha aconseguit ficar-se en una aposta seriosa en perdre tot els seus diners. En un esforç per pagar als corredors d'apostes, el seu oncle li aconsegueix un treball per un gàngster anomenat Deepthroat (interpretat per John Goodman), que necessita un "corredor" per realitzar apostes amb diversos corredors d'apostes. El gàngster manté el seu nou "corredor" controlat de prop, i per la seva part, el jove jugador es comporta. No obstant això, la temptació de caminar amb grans summes de diners en efectiu resulta ser molt bo, i el "corredor" posa el seu treball i la seva supervivència en risc quan se submergeix en els fons del seu cap per comprar un anell per a la seva promesa, interpretada per Cox.

## Repartiment
- Ron Eldard: Edward
- Courteney Cox: Karina
- John Goodman: Deepthroat, el cap poderós
- Joe Mantegna: Rocco
- Bokeem Woodbine: 477
- Terrence Evans: Lefty